# Rupert Bindenschu
Rupert Bindenschu (* 1645 in Straßburg; † 21. Juli 1698 in Riga) war Architekt und Stadtbaumeister in Riga.

## Herkunft
Bindenschu stammte aus Straßburg, wo sein Vater Balthasar eine Zimmerei unterhielt. Dort erlernte er seinen Beruf. Seine Mutter hieß Suzanne Reinhold.

## Leben
Im Jahre 1671 erreichte Bindenschu Riga, nahm aber zuerst an der Konstruktion des Kirchturms der Olaikirche in Reval als Assistent des dortigen Hauptbaumeister Jakob Josten teil. Ab 1675 wirkte er in Riga, wo er noch heute als einer der wichtigsten Baumeister angesehen wird. Am 21. Januar 1676 erwarb er als Robert Bindschuh das Bürgerrecht in Riga. Nach dem großen Brand der Stadt war Bindenschu ab 1677 maßgeblich am Wiederaufbau beteiligt.
Er spendete am 23. April 1685 für die St.-Jacobs-Glocke und vollendete 1690 den Turm der St.-Petri-Kirche, der 1666 eingestürzt war, im Barockstil mit mehreren Galerien und Helmen. Ab 15. März 1692 war Bindenschu Werkmeister im Dom, wo er den Auftrag erhielt, den Chor bei der Orgel zu erweitern. 1696 führt er auch den Titel Kunstmeister.
In seinem Besitz befand sich auch eine umfassende und thematisch breit gefasste Bibliothek, was verdeutlicht, dass seine Interessen weit über die Architektur hinausgingen. Durch Krankheit gezwungen, gab er das Amt des Stadtbaumeisters 1698 ab und verstarb kurz darauf.

## Familie
Bindenschu war zweimal verheiratet, wobei seine erste Ehefrau NN († 1685) bisher unbekannt geblieben ist. Seine zweite Gattin war Elisabeth Thorn (* 1660; † 1721). Aus beiden Ehen gingen mehrere Kinder hervor.
1. Catarina, (* 1676; † 1708), ⚭ vor 1696 Johan Jacob Erhardt
2. Rubbert, (* 1678)
3. Margreta, (* 1680), ⚭ vor 1699 Andreas Thorn
4. Johan, (* 1682)
5. Elisabeth, (* 1687; † 1696)
6. Susanna, (* 1689), ⚭ 1711 Joachim Friedrich Keibelius
7. Barbara, (* 1691; † 1712), ⚭ 1711 Josua Stegmann
8. Michael, (* 1694)
9. Elisabeth, (* 1695)
10. ? Maria, († 1735), ⚭ 1718 Friderich Kühn, Kaufmann

## Werke (Auswahl)

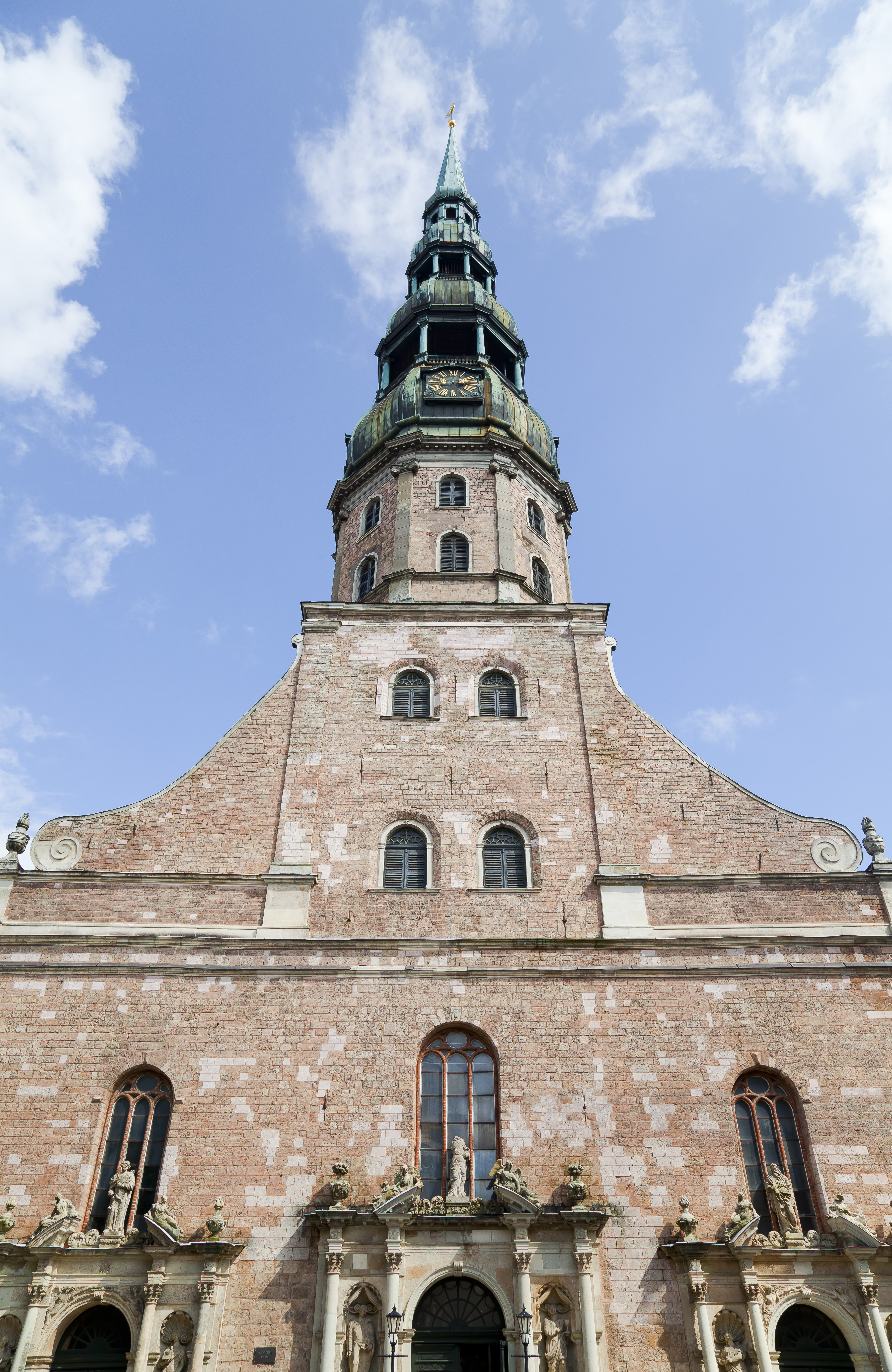
Turm und Fassade der Petrikirche in Riga
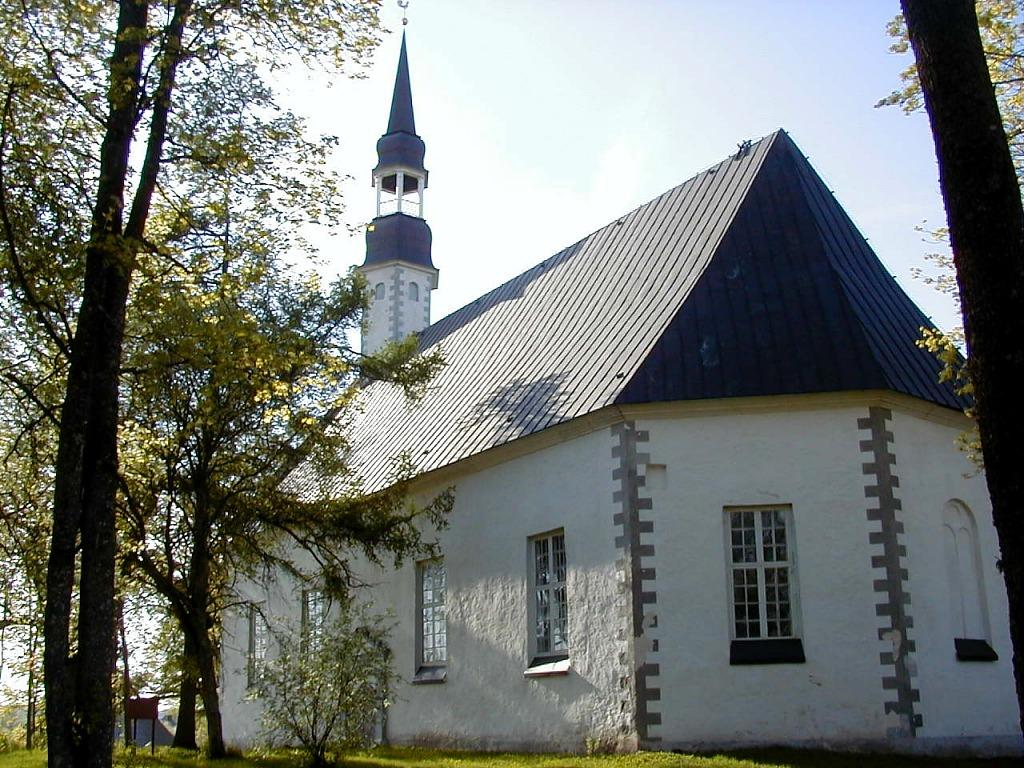
Lutherische Kirche in St. Matthiae
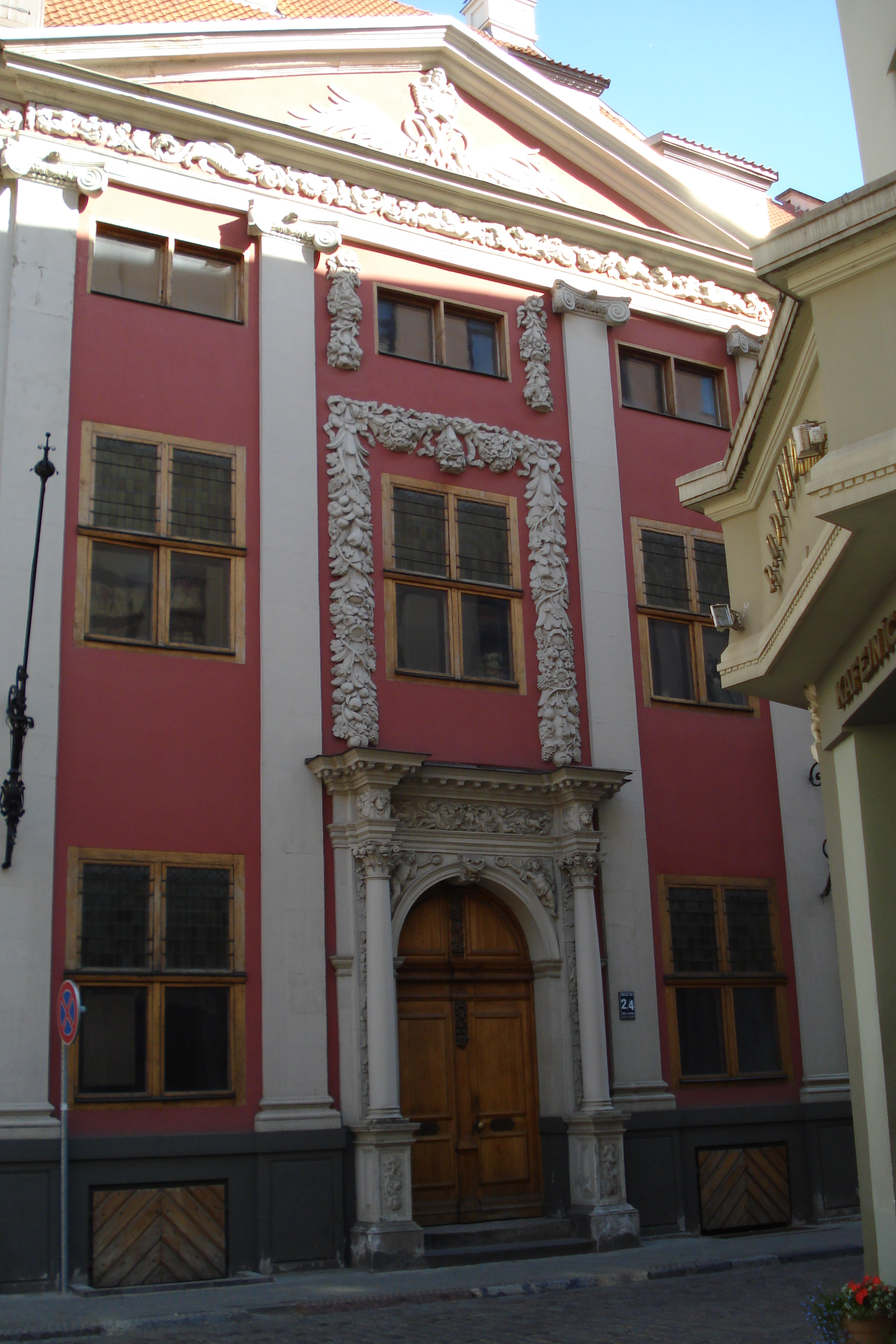
von Reuternsches Haus in Riga
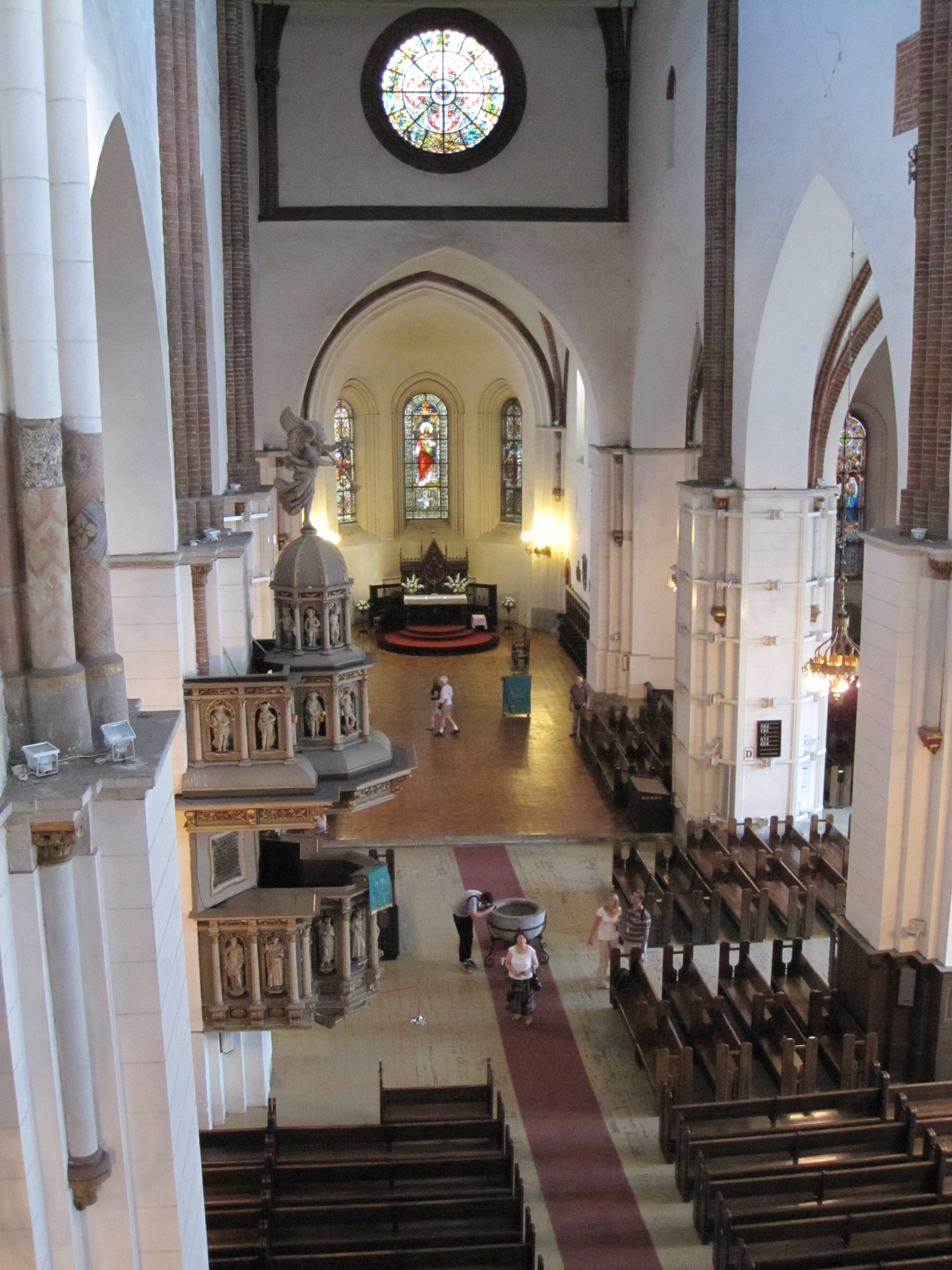
Innenansicht des Dom in Riga
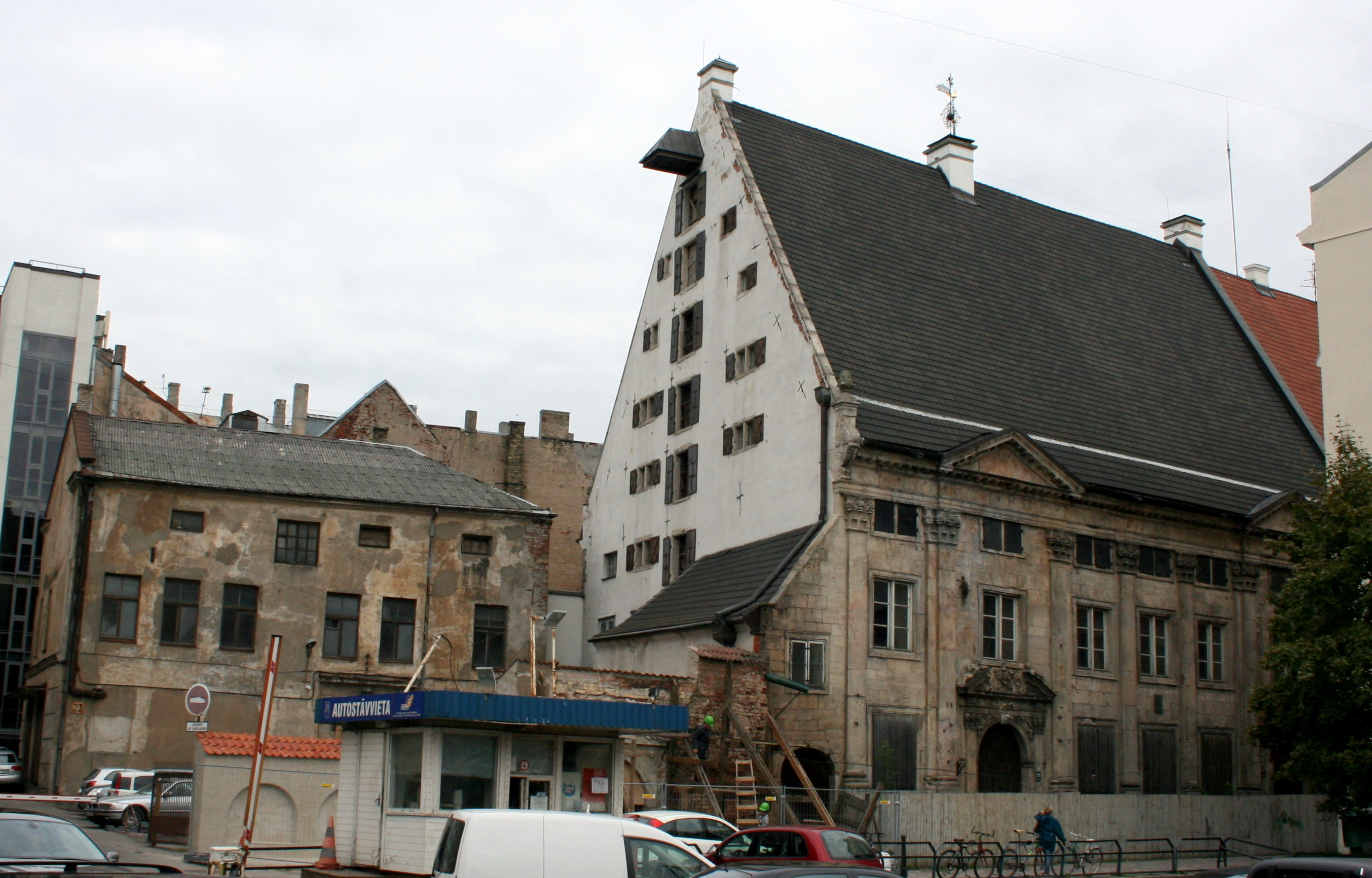
Dannensternhaus in Riga